# Elecciones presidenciales de Colombia de 1982
Las elecciones presidenciales de 1982 de Colombia se celebraron el domingo 30 de mayo de ese año, en las cuales se eligió el cargo de Presidente de la República de Colombia para el período 1982-1986.
Los escrutinios se vivieron en relativa calma, pese a los problemas de seguridad que enfrentaba el país a raíz del creciente narcotráfico, la lucha contra los numerosos grupos guerrilleros de izquierda que asolaban el país, los inicios del paramilitarismo, y el tenso estado de sitio en que vivía el país desde 1978 gracias al Estatuto de Seguridad.
Los comicios dieron como ganador al curtido candidato conservador Belisario Betancur Cuartas que se presentó en coalición, quien rompió con 8 años de gobierno liberal. Betancur se enfrentó con un reñido margen al expresidente liberal Alfonso López Michelsen, y a un joven disidente liberal, Luis Carlos Galán Sarmiento, quien fue la sorpresa de la jornada electoral por todo lo que significó su candidatura.

## Antecedentes
Para 1982, Colombia sufría de un auge guerrillero debido a las condiciones de extrema pobreza imperantes en todo el país y al progresivo fortalecimiento de grupos de izquierda como las FARC-EP, el ELN y el M-19, entre otros, siendo este último el grupo insurgente más mediático de la época.  

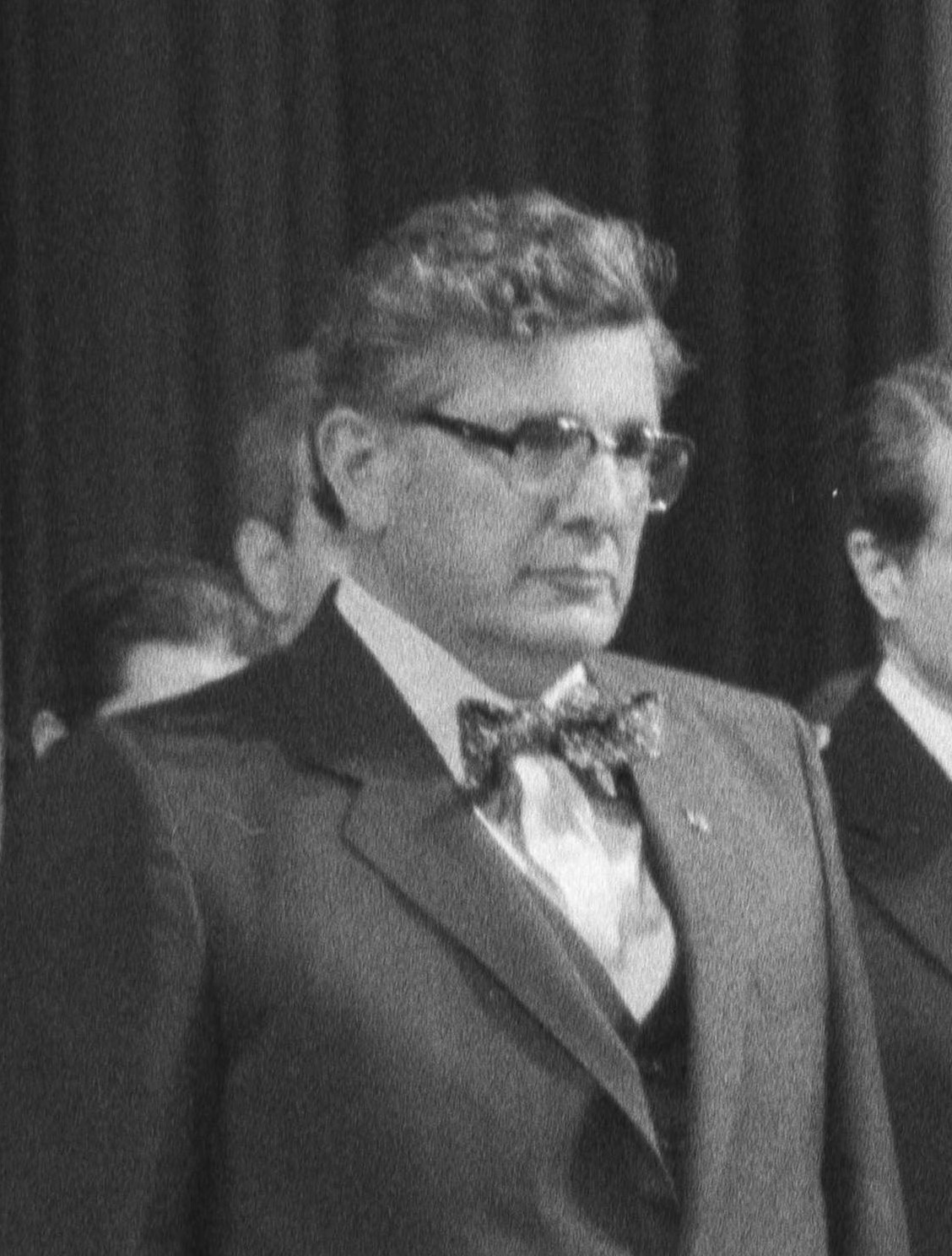
El presidente Turbay en París.

Desde el robo de armas al Cantón Norte en 1979, el gobierno venía librando una guerra a sangre y fuego en contra del M-19, y para la época electoral, entre 150 y 200 militantes, incluida la cúpula de la insurgencia que estaba en la clandestinidad, estaban siendo procesados por la justicia penal militar, siendo condenados a más de mil años de prisión por diversos delitos como rebelión y homicidio.
También creció el tráfico de cocaína a Estados Unidos, una actividad en la que sobresalían barones de la droga consolidados en los carteles de Medellín y Cali que usaban sus fortunas para comprar enormes haciendas, animales importados de África, etc., y lavaban dinero mediante la inversión en obras sociales y equipos de fútbol de la primera categoría en el país. Se sabe que esos narcos filtraron las campañas presidenciales de la época.El Cartel de Medellín financió la campaña de Alfonso López Michelsen y de Belisario Betancur a cambio de su no extradición.
Aunado a lo anterior, la popularidad del saliente presidente Julio César Turbay había caído enormemente, además de la polémica mano dura que impuso en el país mediante el Estatuto de Seguridad, que propició vulneraciones a los derechos humanos de dirigentes de izquierda y opositores al gobierno.
Internacionalmente Colombia se aisló tras la Guerra de las Malvinas, donde Turbay se declaró neutral (previendo que Nicaragua quisiera también invadir las islas colombianas de San Andrés), en lugar de apoyar a Argentina, postura que incomodó a sus vecinos que se unieron a la dictadura militar.

### Candidaturas

#### Partido Liberal Colombiano

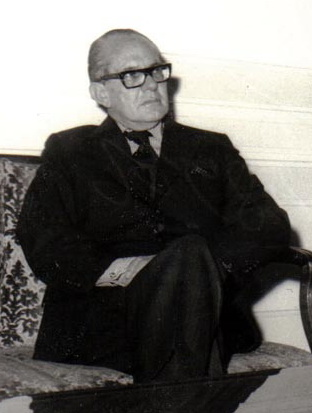
López en 1974 cuando era presidente de Colombia.

El Partido Liberal Colombiano sufrió una fuerte escisión en 1979, tras las disputas internas por la candidatura presidencial de 1978, en las cuales el expresidente Carlos Lleras Restrepo, buscando su segundo mandato, se enfrentó a Julio César Turbay, el ganador de las elecciones, ficha del saliente presidente Alfonso López Michelsen. La fricción entre Lleras y López-Turbay llevó a sus discípulos a declararse independientes y renunciar al oficialismo liberal. 
Quienes permanecieron fieles al Partido Liberal proclamaron candidato a la presidencia al expresidente López en 1981, en un intento por mantener la mano dura que venía ejerciendo Turbay, pese a que López lo había criticado públicamente por el uso excesivo de la fuerza, y aunque él mismo, cuando era presidente, no había querido usar la fuerza durante el Paro Cívico de 1977.
López renovó sus promesas electorales de 1974, buscando privilegiar aquellas en las que había fracasado como lo fue mejorar la economía. Recibió apoyo de sus discípulos Alberto Santofimio Botero y Ernesto Samper, y su estado de ánimo era alto, pese a que a principios de 1982 el escenario político era desfavorable para el gobierno, y López representaba el continuismo.

#### Nuevo Liberalismo

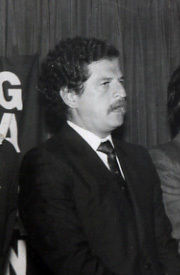
Galán a principios de los años 80.

La otra facción del liberalismo, liderada por el concejal Luis Carlos Galán Sarmiento, era una facción decidida a renovar el liberalismo y el estamento de los partidos. Para aquel entonces Galán no contaba con mucho apoyo y tenía la ayuda de varios políticos liberales que apoyaban la facción como Rodrigo Lara Bonilla y Enrique Parejo González, a pesar de contar con el respaldo de su padrino político, el expresidente Lleras. Galán lanzó su candidatura disidente con su movimiento llamado Nuevo Liberalismo.
La campaña de Galán se valió de recursos muy mediáticos como fue su aparición en televisión publicitando sus ideas de campaña, lanzado folletos de su movimiento que gozaron de amplia difusión, y realizando varios recorridos por todo el país, que comenzaron a ser eventos de amplia afluencia (incluyendo el incidente del 2 de febrero de 1982, donde expulsó públicamente de su movimiento al entonces desconocido Pablo Escobar, quien en un principio lanzó por su movimiento su campaña a la cámara de representantes por Antioquia)

#### Partido Conservador Colombiano

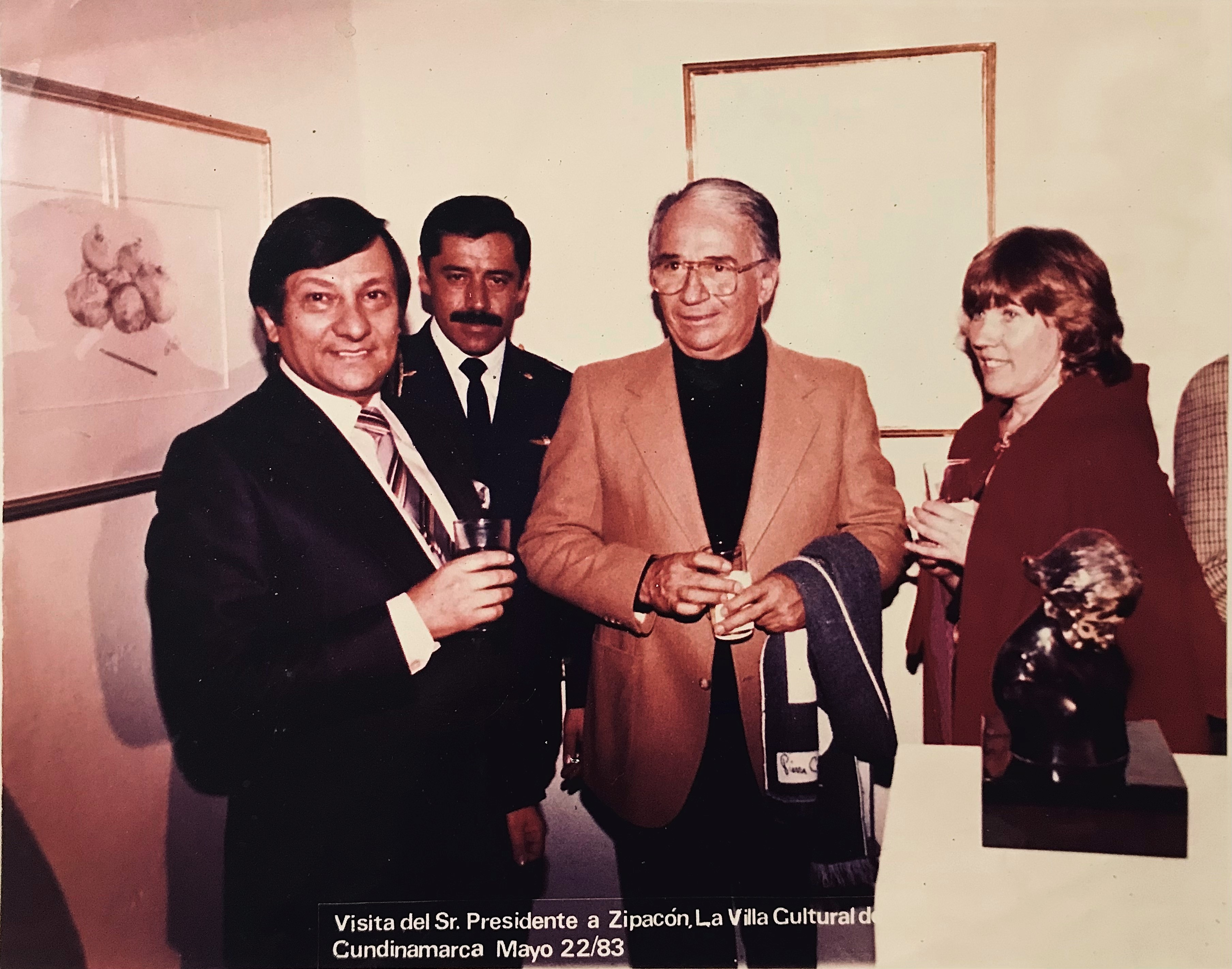
Betancur a principios de los años 80.

Tras ver que el liberalismo se había debilitado por sus divisiones, la convención conservadora liderada por el expresidente Misael Pastrana Borrero y la ex primera dama Bertha Hernández de Ospina, eligió al excandidato presidencial Belisario Betancur, quien ya había lanzado su candidatura en 1978 sin éxito. Curiosamente Betancur había competido, también sin éxito contra Pastrana en 1970 en calidad de disidente laureanista, pero gracias a un pacto de cordialidad entre la facción laureanista, liderada por Álvaro Gómez Hurtado, y la ospino-pastranista, Betancur fue proclamado candidato único del conservatismo.
Betancur lanzó su campaña a nombre del Movimiento Nacional Pluralista, con el cual se unió a su otro viejo rival de 1970, la Alianza Nacional Popular (Anapo) liderada por la excandidata María Eugenia Rojas, bajo los lemas "Sí se puede" y "El inconforme que necesita Colombia"Entre sus promesas de campaña esta el establecer mesas de diálogo con los grupos alzados en armas para alcanzar la paz, lo cual interesó a grupos de izquierda moderada y a las propias guerrillas como el M-19, que venían siendo juzgadas desde 1980 por varios delitos y cuyos procesos estaban desarrollándose en la campaña electoral. Por el contrario, la propuesta de paz no cayó bien entre la extrema derecha y se dieron los primeros ataques paramilitares de la década en ese contexto.

#### Candidaturas de izquierda
El intelectual y exsenador Gerardo Molina Ramírez fue postulado por el Frente Democrático, coalición de izquierda integrada por Firmes (su movimiento) y la Unión Nacional de Oposición, este último un grupo político formado en 1974 por militantes del Partido Comunista, antiguos anapistas y militantes de pequeños grupos de izquierda.

## Candidatos
La siguiente es la lista de candidatos inscritos con representación en el Congreso (por orden alfabético).
| Candidato | Candidato | Candidato                                         | Formación            | Cargos públicos |
| --------- | --------- | ------------------------------------------------- | -------------------- | --- |
|           |           | Alfonso López Michelsen 68 años                   | Abogado              | - Representante a la Cámara (1960-1966) - Senador de la República (1966-1967) - Gobernador del Cesar (1967-1968) - Ministro de Relaciones Exteriores (1968-1970) - Presidente de Colombia (1974-1978)                                                                                            |
|           |           | Belisario Betancur 59 años Lema: ¡Sí se puede!    | Abogado              | - Diputado a la Asamblea de Antioquia (1945-1949) - Representante a la Cámara (1951-1953) - Miembro de la Asamblea Nacional Constituyente (1953-1957) - Ministro de Educación (1960) - Ministro de Trabajo (1962-1963) - Senador de la República (1970-1978) - Embajador ante España (1975-1977) |
|           |           | Luis Carlos Galán 38 años Nuevo Liberalismo       | Abogado y Economista | - Ministro de Educación (1970-1972) - Embajador ante Italia (1972-1976) - Senador de la República (1978-1982) |
|           |           | Gerardo Molina Ramírez 75 años Frente Democrático | Abogado              | - Representante a la Cámara (1933-1935; 1939-1941; 1962-1964) - Senador de la República (1935-1939) - Rector de la Universidad Nacional de Colombia (1944-1948) |

## Resultados
| Candidato a presidente      | Partido o movimiento                                 | Votos     |
| --------------------------- | ---------------------------------------------------- | --------- |
| Belisario Betancur Cuartas  | Movimiento Nacional (Incluye al Partido Conservador) | 3.189.587 |
| Alfonso López Michelsen     | Partido Liberal                                      | 2.797.786 |
| Luis Carlos Galán Sarmiento | Partido Nuevo Liberalismo                            | 746.024   |
| Gerardo Molina Ramírez      | Frente Democrático                                   | 82.858    |
| Florentino Porras Pardo     | Reivindicación Popular                               | 159       |
| Votos en blanco             | Votos en blanco                                      | 8.996     |
| Total votos válidos         | Total votos válidos                                  | 6.821.802 |
| Votos nulos                 | Votos nulos                                          | 9.594     |
| Total de votantes           | Total de votantes                                    | 6.840.362 |

### Por Departamento
| Amazonas            | 1 880   | 45.69% | 1 711   | 41.58% | 521     | 12.66% |
| Antioquia           | 445 317 | 52.41% | 355 624 | 41.85% | 39 363  | 4.66%  |
| Arauca              | 5 222   | 27.36% | 12 182  | 63.83% | 1 589   | 8.32%  |
| Atlántico           | 104 720 | 42.72% | 114 669 | 46.78% | 23 464  | 9.57%  |
| Bolívar             | 86 302  | 41.62% | 94 860  | 45.75% | 25 229  | 12.16% |
| Boyacá              | 175 906 | 57.01% | 110 386 | 35.77% | 20 947  | 6.78%  |
| Caldas              | 155 853 | 57.25% | 91 321  | 33.54% | 23 907  | 8.78%  |
| Caquetá             | 14 753  | 38.73% | 15 473  | 40.62% | 2 938   | 7.71%  |
| Casanare            | 2 257   | 9.86%  | 17 682  | 77.25% | 2 921   | 12.76% |
| Cauca               | 90 267  | 40.76% | 122 544 | 55.33% | 5 906   | 2.66%  |
| Cesar               | 46 739  | 40.39% | 63 177  | 54.60% | 5 541   | 4.78%  |
| Córdoba             | 86 197  | 40.74% | 116 622 | 55.12% | 8 467   | 4.00%  |
| Cundinamarca        | 566 770 | 44.07% | 375 473 | 29.20% | 320 645 | 24.93% |
| Chocó               | 16 867  | 28.53% | 40 815  | 69.04% | 738     | 1.24%  |
| Consulados          | 20 686  | 36.73% | 19 413  | 34.47% | 15 576  | 27.66% |
| Guainía             | 485     | 22.29% | 1 498   | 68.87% | 163     | 7.49%  |
| Guaviare            | 2 075   | 45.56% | 1 749   | 38.40% | 251     | 5.51%  |
| Huila               | 88 165  | 52.75% | 50 015  | 29.92% | 25 882  | 15.48% |
| La Guajira          | 24 117  | 44.52% | 26 485  | 48.90% | 3 510   | 6.48%  |
| Magdalena           | 62 520  | 42.48% | 71 333  | 48.47% | 12 959  | 8.80%  |
| Meta                | 35 736  | 39.99% | 40 173  | 44.95% | 8 268   | 9.25%  |
| Nariño              | 147 443 | 56.74% | 100 315 | 38.60% | 10 514  | 4.04%  |
| Norte de Santander  | 138 641 | 57.17% | 86 359  | 35.61% | 16 765  | 6.91%  |
| Putumayo            | 11 060  | 51.51% | 8 440   | 39.31% | 1 766   | 8.22%  |
| Quindío             | 47 346  | 39.50% | 54 143  | 45.17% | 16 735  | 13.96% |
| Risaralda           | 90 209  | 50.45% | 73 996  | 41.38% | 12 826  | 7.17%  |
| San Andrés, P. y S. | 3 109   | 35.22% | 3 600   | 40.78% | 2 106   | 23.86% |
| Santander           | 182 786 | 43.65% | 173 287 | 41.39% | 57 654  | 13.77% |
| Sucre               | 44 035  | 35.78% | 66 183  | 53.78% | 12 592  | 10.23% |
| Tolima              | 125 987 | 39.43% | 164 584 | 51.51% | 21 406  | 6.69%  |
| Valle del Cauca     | 364 422 | 49.49% | 319 409 | 43.38% | 44 403  | 6.03%  |
| Vaupés              | 1 012   | 45.52% | 1 161   | 52.22% | 42      | 1.88%  |
| Vichada             | 394     | 11.21% | 2 981   | 84.88% | 134     | 3.81%  |
| Fuente: El Tiempo   |         |        |         |        |         |        |